# Taizhou (Zhejiang)

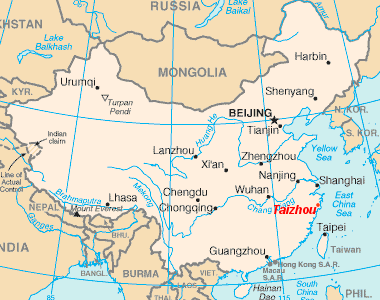
Lage Taizhous in China

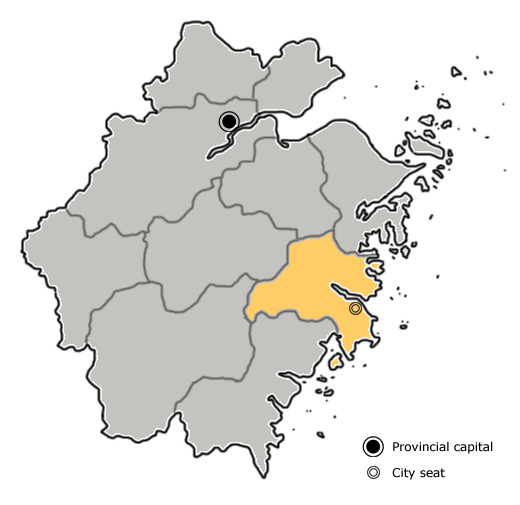
Lage Taizhous in Zhejiang

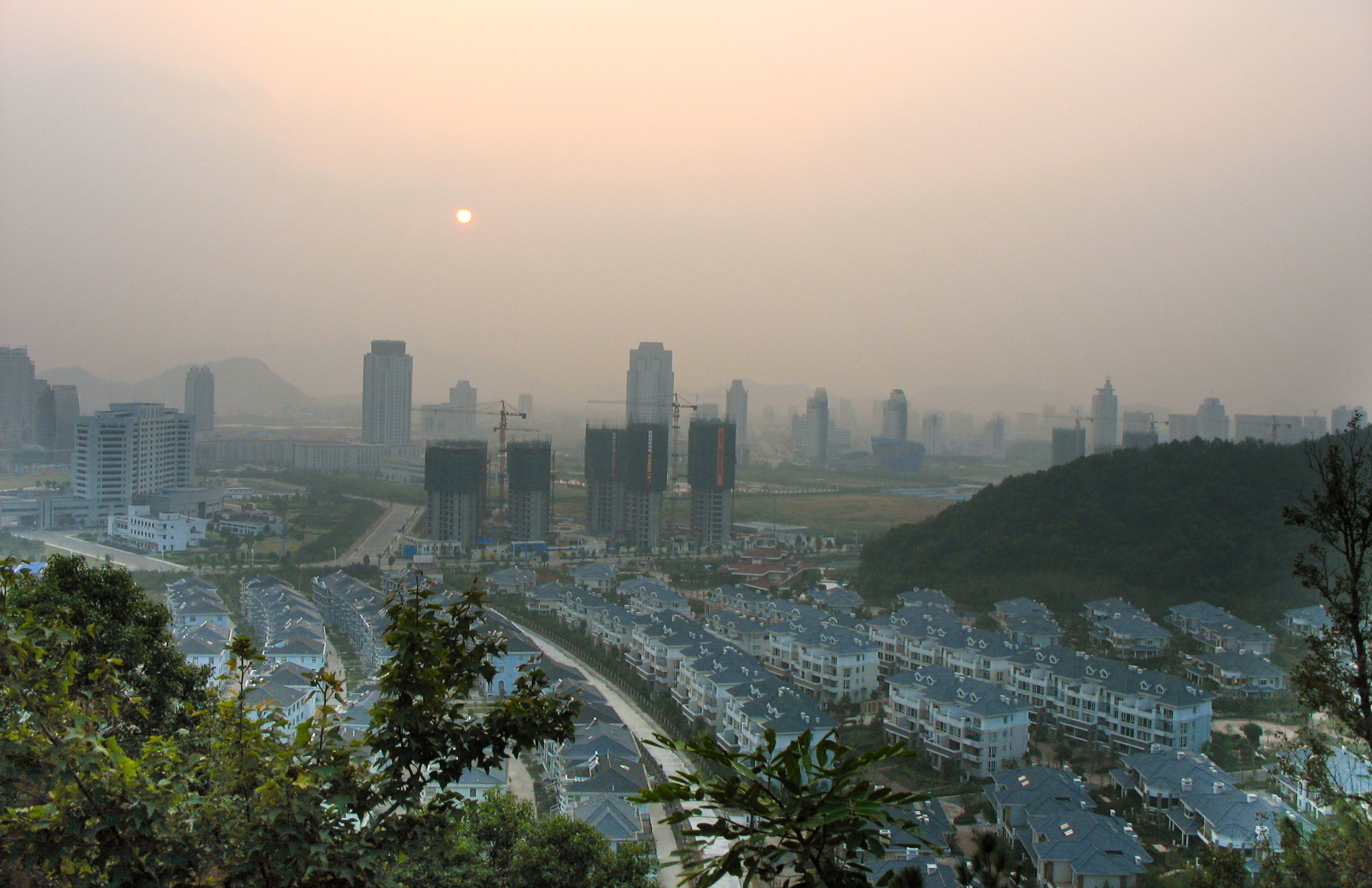
Blick über Taizhou

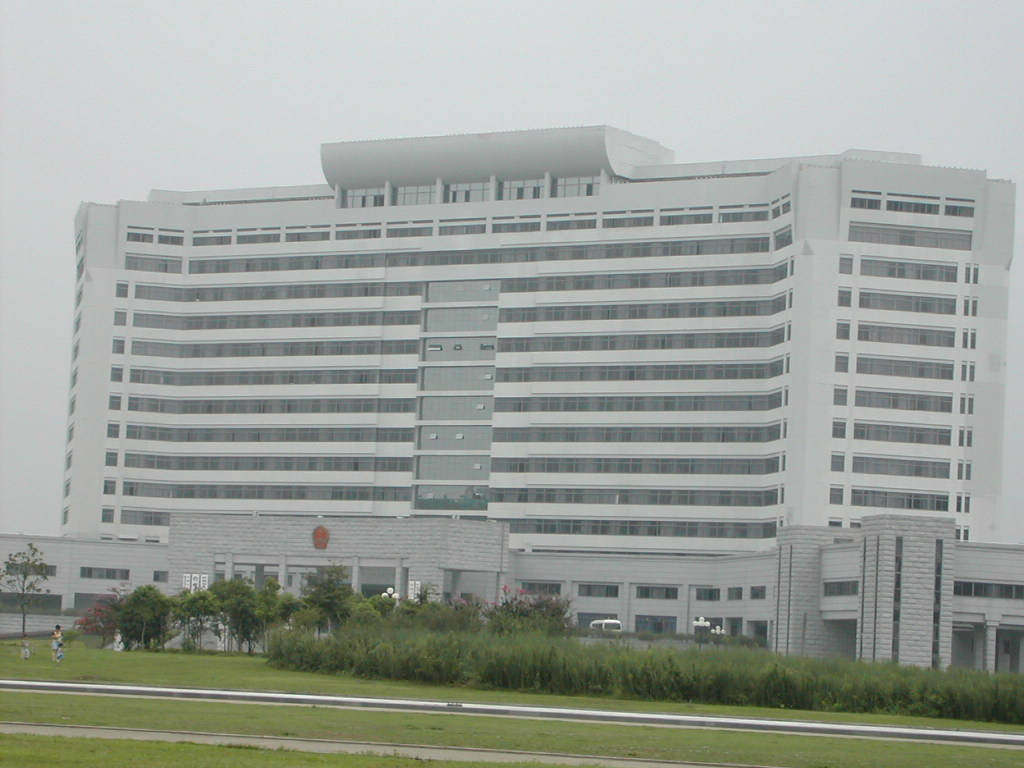
Gebäude der Stadtverwaltung

Taizhou (chinesisch 台州市, Pinyin Tāizhōu Shì) ist eine neu entwickelte, bezirksfreie Stadt in der Provinz Zhejiang der Volksrepublik China. Taizhou liegt in der Mitte der vorwiegend Wu-sprachigen Küstenprovinz Zhejiang und hat ein subtropisches, mildfeuchtes Meeresklima. Die Landfläche der Stadt beträgt 9.625 km² und die Wasserfläche 80.000 km². Taizhou hat 6.622.888 Einwohner (Stand: Zensus 2020). Im eigentlichen städtischen Zentrum von Taizhou lebten 1.485.502 Menschen (Stand: Zensus 2020).

## Administrative Gliederung
Auf Kreisebene setzt sich Taizhou aus drei Stadtbezirken, drei kreisfreien Städten und drei Kreisen zusammen. Diese sind (Stand: Zensus 2020):
- Stadtbezirk Jiaojiang (椒江区), 338 km², 826.074 Einwohner;
- Stadtbezirk Huangyan (黄岩区), 988 km², 707.453 Einwohner;
- Stadtbezirk Luqiao (路桥区), 308 km², 628.934 Einwohner;
- Stadt Linhai (临海市), 2.182 km², 1.114.146 Einwohner;
- Stadt Wenling (温岭市), 958 km², 1.416.199 Einwohner;
- Stadt Yuhuan (玉环县), 405 km², 644.014 Einwohner;
- Kreis Sanmen (三门县), 1.014 km², 379.469 Einwohner, Hauptort: Großgemeinde Haiyou (海游镇);
- Kreis Tiantai (天台县), 1.432 km², 474.711 Einwohner;
- Kreis Xianju (仙居县), 2.000 km², 431.888 Einwohner.

## Infrastruktur
Taizhou liegt verkehrsgünstig und besitzt eine gute Infrastruktur. Südlich der wirtschaftlich-technischen Entwicklungszone Shanghai, zwischen Wenzhou und Ningbo gelegen, ist Taizhou der Verkehrsknotenpunkt der Provinz Zhejiang.
Die Ningbo-Taizhou-Wenzhou-Autobahn und die Taizhou-Jinhua-Autobahn verlaufen durch Taizhou.
Taizhou hat einen eigenen Flughafen (Huangyan) und liegt etwa mittig zwischen den Flughäfen von Ningbo (150 km) und Wenzhou. Der Ling Jiang, drittgrößter Fluss der Provinz Zhejiang, und der Yongning Jiang fließen durch die Stadt; der Binnenschiffsverkehr ist gut entwickelt.
Im Oktober 2009 wurde die Eisenbahnverbindung von Hangzhou-Ningbo über Taizhou nach Wenzhou im Süden eröffnet. Taizhou hat drei Bahnhöfe in Sanmen, Wenling und in Huangyan (Zentral Taizhou). Die Linie ist als Hochgeschwindigkeitsstrecke gebaut, jedoch noch nicht auf allen Teilstücken als solche freigegeben. Zurzeit dauert die Fahrt von Huangyan nach Hangzhou 2,5 Stunden. Nach Fertigstellung wird sich diese Zeit noch wesentlich verkürzen. Für die Zukunft ist ein Abzweig Richtung Jinhua geplant.
Die Küste der Stadt bietet eine Reihe von ausgezeichneten Häfen. Der Haimen (Jiaojiang) Hafen ist nach den Häfen von Wenzhou und Ningbo der drittgrößte der Provinz Zhejiang. Seine Umschlagkapazität beträgt 200 Mio. Tonnen pro Jahr.
Bei Sanmen befindet sich ein Atomkraftwerk im Bau.

## Wirtschaft
Dank des günstigen Klimas hat sich Taizhou zu einem der berühmtesten Standorte für Obstanbau in China entwickelt. Mandarinen, Myrica rubra, Pipa-Frucht, Erdbeeren, Tee und Gemüse sind Taizhous wichtigste Produkte. Die hier produzierten kernlosen Mandarinen und der Tee wurden mehrmals staatlich prämiert. Die Yuhuan Pampelmuse ist in ganz China bekannt. Darüber hinaus hat Taizhou die landesweit größte Blumenkohlproduktion.
Seit der Durchführung der Reform- und Öffnungspolitik in China hat Taizhou in der wirtschaftlichen und gesellschaftlichen Entwicklung große Fortschritte gemacht. Insbesondere die Industrie ist durch rapides Wachstum gekennzeichnet. Eine Reihe von Marken sind überregional bekannt, wie Qianjiang (Motorindustrie), Geely (Automobilindustrie), Feiyue (Nähmaschinenbauindustrie), Xingxing (Gefriermaschinenbau) und Supor (Küchengeräte).
Der Bankenmarkt in Taizhou ist besonders entwickelt und spezialisiert auf die Leichtindustrie. Im Gegensatz zu den meisten chinesischen Städten, die zumeist nur eine regionale Geschäftsbank haben, hat Taizhou insgesamt drei lokale Geschäftsbanken, die dort ihre Hauptniederlassungen haben. Besonders die Taizhou City Commercial Bank sticht durch fortschrittliche Methoden und hocheffiziente Organisation aus dem typischen chinesischen Bankenspektrum hervor. Ein Grund dürfte die vollständig private Eigentümerstruktur sein.
Entlang des Jiao-Jiang-Flusses haben sich zahlreiche Werften angesiedelt. Besonders in den Boom-Jahren des Schiffbaus bis 2008 hat sich die Anzahl der Werften erhöht. Ab 2008 sind viele Schiffbaubetriebe in wirtschaftliche Schwierigkeiten geraten. Einige der Werften bauen Schiffe für westliche Reeder unter strenger Qualitätsaufsicht. Die meisten Werften bauen jedoch minderwertige Schiffe.
In Taizhou hat zudem auch der Automobilhersteller Jonway seinen Unternehmenssitz.

## Verkehr
Taizhou ist über Schnellfahrstrecken direkt mit Ningbo und Hangzhou verbunden. Im Dezember 2022 wurde die erste Strecke von Taizhou Rail Transit, der Metro von Taizhou, eröffnet.

## Sehenswürdigkeiten
Zwei Drittel der Landfläche Taizhous ist von vielen Flüssen durchzogenes Bergland und bildet zusammen mit den Ebenen eine reizvolle Landschaft. Der Tiantai-Berg ist der Ursprung der Tiantai-Schule des Buddhismus und der Südschule des Daoismus. Taizhou ist als Ursprungsort der Genossenschaften in China bekannt. Zu den Sehenswürdigkeiten der Region zählen weiterhin der Guoqing-Tempel, der Steinbalken-Wasserfall und die Kunstglas-Ausstellungshalle. Das Steindamm-Dorf ist der Ort auf dem chinesischen Festland, den das erste Sonnenlicht des 21. Jahrhunderts beleuchtete. Außerdem befindet sich seit Juli 2022 der Freizeitpark Fantawild Land in der Stadt.

## Städtepartnerschaft
| - Muan, Südkorea (seit 2000) - Tsuruga, Japan (seit 2001) - Iquique, Chile (seit 2005) - Nevers, Frankreich (seit 2006) | Städtefreundschaften - Santos, Brasilien (seit 1996) - Timișoara, Rumänien (seit 1999) - Hanau, Deutschland (seit 2012) - Fort Wayne, USA (seit 2012) |

## Persönlichkeiten
- Yishan Yining (1247–1317), buddhistischer Mönch der Rinzai-Sekte in der Song-Dynastie
- Xiang Peng (* 2003), Tischtennisspieler
- Huang Yuting (* 2006), Sportschützin